# Controlador de Automação Programável

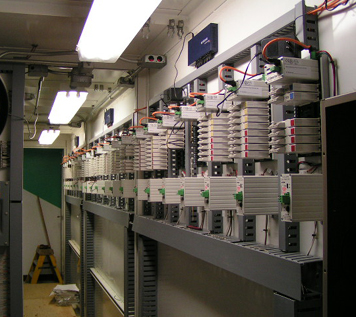
Um banco de Programmable Automation Controllers montado em input/output (I/O) racks.

O termo PAC Programmable Automation Controller foi criado pelo ARC Advisory Group: entidade norte-americana de estudos e pesquisas sobre manufaturas, logística e cadeias de fornecimentos.. Foi criado no ano de 2001 como auxílio ao usuário, de modo que o mesmo tivesse a possibilidade de definir com clareza o hardware de automação necessário e ao mesmo tempo, permitir ao fabricante do equipamento, fornecer de maneira exata o produto e sua capacidade.
Recentemente, alguns fabricantes tem classificado seus produtos mais novos como PAC's, enquanto outros alegam intercambialidade com os conhecidos CLP's. Apesar disso, PAC's possuem características próprias e bem definidas, embora a sua similaridade com os CLP's sejam numerosas, há também suas diferenças.
A seguir, listamos algumas propriedades principais de um PAC:
- Multifunção: os PAC's são multifuncionais, possibilitando o processamento de sinais digitais, analógicos, pulsos, seriais, etc..., presentes na maioria das aplicações industriais. Porém, eles vão muito além. Por exemplo, um PAC pode implementar algoritmos de controle sofisticados e complexos como a combinação de funções PID com ganhos agendados e lógica Fuzzy. Essa combinação de controles pode ser efetuada de maneira simultânea e rápida. Um PAC pode estar no controle de simples função On-Off (caso de sinais de sensores de posição instalados no campo) e rapidamente assumir outra função de controle, como de temperatura, p.ex., utilizando um complexo algoritmo PID (sinal analógico de tensão ou corrente) e ao mesmo tempo receber dados de uma rede industrial com instruções sobre medições específicas e testes de controle de qualidade e leitores de código de barra. Todos esses controles e informações são processados simultâneamente.

- Multidomínio: os PAC's operam em domínio multiplo. Como o padrão de linguagem do software é poderoso, as funções avançadas, aquisição, armazenamento e compartilhamento de dados, controle de processos, controle de motores, lógica de intertravamento e segurança, etc, todos utilizam o mesmo hardware e software.

- Comunicações abertas standart: visando a maxima integração e minimizando os custos, os PAC's utilizam um sistema de protocolos de comunicação abertos e standart, a nível de hardware e software. Protocolos como FOUNDATION Fieldbus, Profibus, HART, seriais como RS 232C/485 e Ethernet ou mesmo protocolos standart da Internet, como TCP/IP, UDP, FTP e SMTP podem ser facilmente utilizados. O estabelecimento de comunicações com displays locais não necessita de um PC ou mesmo de uma IHM para estabelecer a conexão.

- Multitarefas: um controle tipo PAC possui a capacidade de processar simultâneamente diversas tarefas. Simultâneamente ao controle de processos, o PAC pode processar aquisição de dados de diversas variáveis e dispositivos, como no caso de sistemas com Processamento distribuído e ainda se comunicar com diversos clientes utilizando uma grande variedade de protocolos de comunicação.

- Arquitetura Modular: a modularidade de PAC é altamente flexivel e "inteligente". Um PAC é expandido somente no tipo de controle que "pede" a expansão. Por exemplo: num sistema de controles que utiliza Processamento Distribuído, um PAC pode ser expandido de modo que as funções de controle de contagem e malhas PID operem independentes das unidades I/O. Com isso, o controlador principal fica "livre" exercer suas funções principais: processar o software de controle,efetuar comunicação com unidades distribuidas I/O quando necessário e se trocar dados (enviar+receber) para um sistema de servidor com aplicações de IHM ou cliente OPC. Módulos com unidades I/O no caso de um sistema com  Processamento Distribuído, podem trocar dados com estações de controle remotas. Essas estações "lêem" os valores dos dispositivos conectados com as mesmas. E após a leitura desses valores, segue-se a transmissão de dados via rede, em Modo de Comunicação por Interrupção Report-by-Exception ou em modo de Polling. Outros módulos de unidades I/O, também em sistemas com Processamento Distribuido executam multiplas funções, como: contagem de eventos, temporização em rampa, malhas de controle PID, linearização de termopares, etc. Devido ao design flexivel da modularidade, é facilmente possível adicionar ou mesmo substituir as unidades de acordo com as necessidades de controle da planta.

Os Programmable Automation Controller (PAC) combinam a fiabilidade e robustez de um CLP com o desempenho, flexibilidade e facilidade de operação de um PC.

## Desvantagens dos CLPs e PCs frente aos PAC
Os PCs não foram desenhados para um ambiente industrial, têm falta de estabilidade e fiabilidade (fontes, discos rígidos) e o Windows não é um sistema de tempo real. Já os CLP têm uma reduzida capacidade de armazenamento e processamento de dados, interoperabilidade com outros programas e finalmente têm uma base de dados limitada.{carece de fontes|data=Dezembro de 2008}}
PROGRAMABLE AUTOMATION CONTROLLER (PAC)
http://www.automation.com/images/commerce/opto22/PAC_FAQ.swf
Acessada em 9 de outubro de 2009